# Vágás (település)
Vágás (románul: Tăietura) falu Romániában, Hargita megyében.

## Fekvése
Székelyudvarhelytől 7 km-re délnyugatra a Vágás- és a Malmok-patak közötti dombháton fekszik, Bögözhöz tartozik.

## Története
Neve onnan ered, hogy egykori irtás helyén települt. Régi Keresztelő Jánosnak szentelt temploma 1488-ban már állott és Székelydobóval közös templom volt.
Mai római katolikus temploma 1843 és 1851 között épült a középkori templom helyén és anyagának felhasználásával.
1910-ben 606 magyar, 1992-ben 298 magyar és 1 román lakosa volt.
A trianoni békeszerződésig Udvarhely vármegye Udvarhelyi járásához tartozott.

## Népessége
2002-ben 296 lakosa volt, mindegyikőjük magyar.

## Vallások
A falu lakói római katolikusok.